# ハイッセン

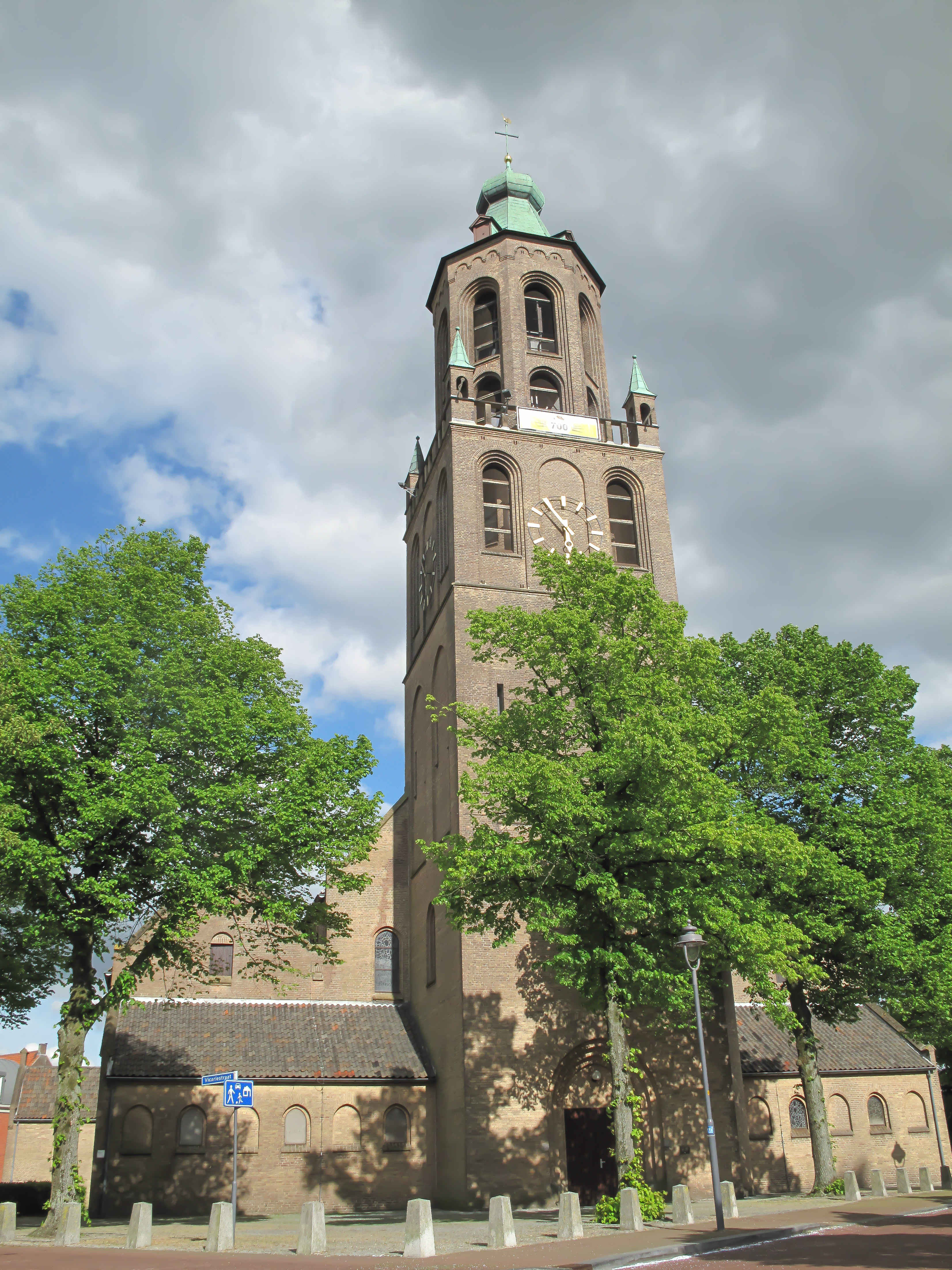
ハイッセンの教会、2013年撮影。

ハイッセン、フッセン、ヒューセン（オランダ語: Huissen、オランダ語発音: [ˈɦysə(n)]）はオランダのヘルダーラント州の町。ネーデルライン川沿岸のアーネムとナイメーヘンの間にあり、住民は約17,000人である。
ハイッセンは独立したヘメーンテ（基礎自治体）であったが、2011年にヘントとベンメルと合併してリンゲヴァールトの一部となった。
ハイッセンは814年にはじめて文献に現れ、「ホーゼンハイム」（Hosenheim）として言及された。1314年に都市権を獲得した。その後、クレーフェ公国の一部となるが、1816年にオランダ領になる。第二次世界大戦では町の大半が破壊されるが、戦後伝統派様式で再建された。